# Roko Ukić
Roko Leni Ukić (Spalato, 11 maggio 1984) è un ex cestista croato, professionista nella NBA e in Europa.

## Carriera

### Europa
Cresciuto cestisticamente nella squadra della sua città, il KK Spalato, arriva in prima squadra a soli 16 anni, diventando capitano dopo solamente 2 anni.
Lascia la squadra croata nel 2005, anno in cui viene scelto al secondo giro del Draft NBA con la chiamata numero 42 dai Toronto Raptors, ma viene lasciato in Europa dal club canadese per fare la dovuta esperienza.
Inizia a giocare alcuni minuti nel Tau Vitoria, la squadra basca militante nel campionato spagnolo, dove ottiene medie più che dignitose. Il vero salto di qualità viene fatto nella stagione 2006-07 nelle file del FC Barcelona, dove, come riserva del playmaker Jaka Lakovič, riesce ad esprimere tutto il proprio potenziale, arrivando vicino ai 10 punti e 4 assist di media.
Nell'agosto del 2007 passa alla Lottomatica Virtus Roma, con un prestito fra la società blaugrana e quella capitolina, dove viene allenato dal suo mentore, ed allenatore anche in nazionale, Jasmin Repeša.

### NBA
Nel luglio 2008 sigla un contratto triennale con la franchigia NBA dei Toronto Raptors, che lo aveva scelto alla 42ª posizione assoluta nel Draft NBA 2005. Passa dalla franchigia canadese ai Milwaukee Bucks il 9 settembre 2009 insieme a Carlos Delfino.

### Ritorno in Europa
Il 4 gennaio 2010 viene tagliato e decide di tornare a giocare in Europa, con i turchi del Fenerbahçe Ülker.
Il 23 luglio 2012 firma un biennale con il Panathinaikos.
A luglio 2020 ha firmato un contratto annuale con il Cedevita Olimpija.
Nel gennaio 2021 fa ritorno nella città natia, tra le file della squadra in cui ha iniziato l'attività agonistica, lo Spalato.
Nel febbraio 2024 annuncia il suo ritiro dal basket giocato.

### Nazionale
Ha partecipato con la Croazia ai Campionati europei 2007.

## Statistiche

### NBA

#### Regular Season
| Anno      | Squadra         | PG | PT | MP   | TC%  | 3P%  | TL%  | RP  | AP  | PRP | SP  | PP  |
| --------- | --------------- | -- | -- | ---- | ---- | ---- | ---- | --- | --- | --- | --- | --- |
| 2008-2009 | Toronto Raptors | 72 | 0  | 12,4 | 38,0 | 17,7 | 73,3 | 1,0 | 2,1 | 0,4 | 0,0 | 4,2 |
| 2009-2010 | Milwaukee Bucks | 13 | 0  | 7,5  | 46,7 | 25,0 | 81,8 | 0,2 | 0,9 | 0,1 | 0,0 | 3,1 |
| Carriera  | Carriera        | 85 | 0  | 11,6 | 38,7 | 18,9 | 74,6 | 0,9 | 1,9 | 0,4 | 0,0 | 4,0 |

### Eurolega
| Anno      | Squadra         | PG  | PT  | MP   | TC%  | 3P%  | TL%  | RP  | AP  | PRP | SP  | PP   |
| --------- | --------------- | --- | --- | ---- | ---- | ---- | ---- | --- | --- | --- | --- | ---- |
| 2005-2006 | Saski Baskonia  | 17  | 3   | 14,6 | 32,2 | 18,9 | 70,6 | 1,3 | 1,9 | 0,4 | 0,1 | 4,4  |
| 2006-2007 | Barcellona      | 23  | 4   | 16,1 | 38,7 | 35,0 | 63,0 | 1,3 | 2,0 | 0,4 | 0,0 | 5,1  |
| 2007-2008 | Virtus Roma     | 19  | 15  | 29,5 | 47,0 | 35,1 | 82,4 | 2,4 | 2,8 | 1,1 | 0,3 | 12,7 |
| 2009-2010 | Fenerbahçe      | 1   | 1   | 28,7 | 50,0 | 33,3 | 100  | 6,0 | 4,0 | 0,0 | 0,0 | 20,0 |
| 2010-2011 | Fenerbahçe      | 14  | 14  | 27,9 | 48,3 | 41,9 | 81,8 | 2,5 | 3,5 | 0,9 | 0,1 | 13,2 |
| 2011-2012 | Fenerbahçe      | 15  | 15  | 28,0 | 40,1 | 29,3 | 72,5 | 2,8 | 2,1 | 0,6 | 0,0 | 11,1 |
| 2012-2013 | Panathīnaïkos   | 28  | 23  | 27,0 | 39,8 | 30,6 | 63,9 | 2,7 | 2,8 | 0,5 | 0,1 | 8,9  |
| 2013-2014 | Panathīnaïkos   | 29  | 27  | 22,4 | 34,6 | 24,6 | 72,0 | 1,5 | 2,4 | 0,6 | 0,1 | 6,3  |
| 2014-2015 | Cedevita Junior | 8   | 4   | 22,4 | 36,8 | 28,1 | 84,2 | 2,0 | 4,9 | 0,4 | 0,0 | 10,1 |
| Carriera  | Carriera        | 154 | 106 | 23,4 | 40,4 | 30,7 | 73,0 | 2,1 | 2,6 | 0,6 | 0,1 | 8,6  |

## Palmarès

### Squadra

#### Competizioni nazionali
- Campionato croato: 3

Spalato: 2002-03
Cedevita Zagabria: 2014-15, 2017-18
- Campionato turco: 2

Fenerbahçe Ülker: 2009-10, 2010-11
- Campionato greco: 2

Panathinaikos: 2012-13, 2013-14
- Coppa di Croazia: 3

Spalato: 2004
Cedevita Zagabria: 2015, 2018
- Copa del Rey: 2

Saski Baskonia: 2006
Barcellona: 2007
- Coppa di Turchia: 2

Fenerbahçe Ülker: 2009-10, 2010-11
- Coppa di Grecia: 2

Panathinaikos:	2012-13, 2013-14
- Supercoppa spagnola: 1

Saski Baskonia: 2005
- Supercoppa slovena: 1

Cedevita Olimpija: 2020

#### Competizioni internazionali
- Supercoppa ABA Liga: 1

Cedevita Zagabria: 2017

### Individuale
- MVP Coppa di Grecia: 1

Panathinaikos: 2012-13